# نا هاي مي
نا هاي مي هي ممثلة كورية جنوبية ولدت في 24 فبراير 1991، شاركت في دور البطولة في مسلسل بغض النظر.

## روابط خارجية
- نا هاي مي على موقع IMDb (الإنجليزية)
- نا هاي مي على موقع قاعدة بيانات الفيلم (الإنجليزية)